# 托马斯·马洛礼
托马斯·马洛礼爵士（英語：Sir Thomas Malory，約1425年—1471年3月14日），為英国作家，是小說《亚瑟王之死》的作者。古董商约翰·利兰（1506年-1552年）以及约翰·贝尔认为他是威尔士人，但现代的学者，自G. L. 基特里奇（1894年）开始，认为他是華威郡的人。他是骑士，土地所有者和国会议员。其姓氏现在有不同的拼法，包括Mallerre、Maillorie、Mallory、Mallery、Maelor、Maleore，他可能曾经将它拼为Malleorré。这个名字来源于古法语形容词maleüré，意味着坏的预兆的或不幸（源自拉丁语雄性词auguratus）。

## 外部連結
- 托马斯·马洛礼作品的电子书格式  - Standard Ebooks
- 托马斯·马洛礼的作品  - 古騰堡計劃
- 互联网档案馆中托马斯·马洛礼的作品或与之相关的作品
- 來自托马斯·马洛礼的LibriVox公共領域有聲讀物
- Arthuriana: The Journal of Arthurian Studies （页面存档备份，存于）
- Le Morte d'Arthur (Caxton edition, in Middle English) （页面存档备份，存于） at the University of Michigan
- Le Morte d'Arthur, from eBooks@Adelaide
- . . New York: Robert Appleton Company. 1913.